# آندره‌آ موریکونه
آندره‌آ موریکونه (زاده ۱۰ اکتبر ۱۹۶۴ میلادی در رم) آهنگساز و رهبر ارکستر ایتالیایی است. او فرزند انیو موریکونه آهنگساز برنده جایزه اسکار است. آندرئا موریکونه برای شماری از فیلم‌های ایتالیایی موسیقی نوشته است. همچنین تصنیف آثاری برای فیلم‌های آمریکایی از فعالیت‌های متاخر وی به شمار می‌آید. او در سال ۱۹۹۱ میلادی برای فیلم سینما پاردیزو ساخته جوزپه تورناتوره به طور مشترک با انیو موریکونه جایزه بفتا برای بهترین موسیقی فیلم را دریافت کرد.